# András Törő
András István Törő, né le 10 juillet 1940 à Budapest, est un céiste hongrois naturalisé américain. 

## Biographie
András Törő participe aux Jeux olympiques d'été de 1960 et remporte avec Imre Farkas la médaille de bronze dans l'épreuve du 1 000 mètres en canoë biplace ; il termine quatrième de la finale de C-1 1 000 mètres aux Jeux olympiques d'été de 1964. Il profite de ces Jeux pour émigrer aux États-Unis, où il est diplômé de l'Université du Michigan et devient architecte naval. 
Il prend la nationalité américaine en 1971 et dispute les Jeux olympiques d'été de 1972 et les Jeux olympiques d'été de 1976.